# Gudmund Stenersen
Gudmund Stenersen (født 18. august 1863 på Ringsaker, død 17. august 1934 i Oslo) var en norsk maler.  
Stenersen blev student 1883 og underkastede sig 1886 Tandlægeeksamen og praktiserede til 1889 i Tønsberg. Allerede tidligere havde han imidlertid forsøgt sig i Malerkunsten og endog faaet et Billede: »I Baadstøen« antaget ved Statens Kunstudstilling (1885). Det vakte Opmærksomhed ved sin friske Opfattelse. Efter at han havde ophørt med sin Tandlægevirksomhed, rejste han til Paris og uddannede sig her i Malerkunsten i Vinterhalvaaret 1889—90 hos Bonnat, men han foretrak at studere videre hos Cormon, hos hvem han ogsaa 1891—92 efter et Studieophold i Sogn med Stipendium af Finne’s Legat fortsatte sin kunstneriske Uddannelse. 1892—94 fik han Statens Stipendium og opholdt sig i denne Tid i Paris, München og Italien. S. har fra 1885 jævnlig udstillet paa Statens aarlige Kunstudstillinger i Oslo og i Aarenes Løb udviklet sine solide, af et ihærdigt og alvorligt Arbejde støttede kunstneriske Egenskaber. Af hans ganske omfangsrige Produktion kan nævnes »Skt Hansnat« (1895, Sølvmedaille i Paris 1900, 2. Guldmedaille i München 1901), »Njøsgaardene« (1893—1902, Kunstmuseet i Oslo), »Messesøndag« (1893, Trondhjems faste Galleri). »Til Havnegangen« (1902, Bergens Galleri), »Ind til Dugurs« (1901, den kgl. Malerisamling, Rom), »Gammel Lade« (1901, tilhører Grosserer Eger, Oslo), »Vinterdag i Gloppen« (tilhører Maleren Grønvold), »Skt Hansaften, Odalen« (c. 1905, Gal. i Budapest). I Konkurrencen om Plafondmaleriet til Oslo Nationalteaters Foyer vandt han 1. Pris (»Genier, der kæmper om en Ørnefjer«), men fik dog ikke Udførelsen heraf (1897). S. har for øvrigt været meget anvendt i praktisk-kunstneriske Gøremaal; 1901 stiftede han saaledes »Bildende Kunstneres Sygekasse«, i flere Aar har han været Sekretær i Kunstnerstyret og har fungeret som Viceformand og Formand i »Bildende Kunstneres Fagforening«. 1907—09 Formand i Kunstnerforeningen i Oslo. S. har ogsaa i de senere Aar fortsat med at male Landskaber i jævn, naturalistisk Aand. Desuden har han malt Portrætter, hvoriblandt adskillige af højere Frimurere. Han har i de senere Aar raderet en Del Blade (var repræsenteret paa den store Udstilling af nordisk Grafik i Sthlm og Oslo 1924) og udg. to med Litografier illustrerede Børnebøger, »Besøg i Skogen« og »Norske Dyrebilleder«. Har ogsaa hyppig illustreret andre Forfattere. I Anledning af sin 60-Aarsdag 1923 fik han Kongens Fortjenstmedaille i Guld. 